# Терапијска заједница
Терапијска заједница је савремени облик институционалне– болничке терапије који истиче важност интерперсоналних односа између пацијената и персонала, између персонала међусобно, као и пацијената међусобно. Деловање терапијске заједнице функционише на основним поставкама теорије система и очитује се у одређеном облику међусобног утицаја кроз различите форме групног рада, а посебно коришће- њем психодрамских и социодрамских техника. Терапијска заједница негује различите облике партиципације, при чему пацијенти и персонал неке проблеме решавају заједнички.